# Rajecké Teplice
Rajecké Teplice (niem. Bad Rajetz, węg. Rajecfürdő) – miasto w północnej Słowacji w kraju żylińskim, położone nad rzeką Rajčanka w Kotlinie Rajeckiej. Liczy ponad 2800 mieszkańców (2011). Ośrodek turystyczny, uzdrowisko. Prawa miejskie posiada od 1989.
W mieście znajdują się dwa parki: jeden w stylu angielskim, a drugi w stylu francuskim. Położone tu też jest kąpielisko termalne, spa z centrum fitness i korty tenisowe, stacja kolejowa Rajecké Teplice.

## Historia
Najstarsze informacje na temat miejscowości sięgają 1376 r. Pierwsze prymitywne łaźnie powstały za sprawą rodu Thurzonów, który przejął te obszary w 1556 r. Jako Therma miejscowość figuruje na mapie regionu Turiec z 1736 r. Z tego też stulecia (1765) pochodzi pierwszy pisemny opis miejscowych zdrojów, z którego dowiadujemy się między innymi o istnieniu trzech krytych basenów, w tym jednego dla ubogich. W latach 1788–1791 postawiono nowy dom zdrojowy, a podczas sezonów letnich pracował w miejscowości lekarz. Rozwój uzdrowiska na szerszą skalę nastąpił w ostatnich dekadach XIX w. Wzniesiono wtedy hotel Agrarius Gamrinus (1885) oraz doprowadzono linię kolejową (1899). W 1925 r. gestorem uzdrowiska została kasa górnicza z Morawskiej Ostrawy. Pod jej egidą przeprowadzono w latach 30. gruntowną modernizację kurortu. Miejsca drewnianych budynków zajęły domy uzdrowiskowe (Aphrodite, Baník, Laura, Malá Fatra, Veľká Fatra).

## Miasta partnerskie

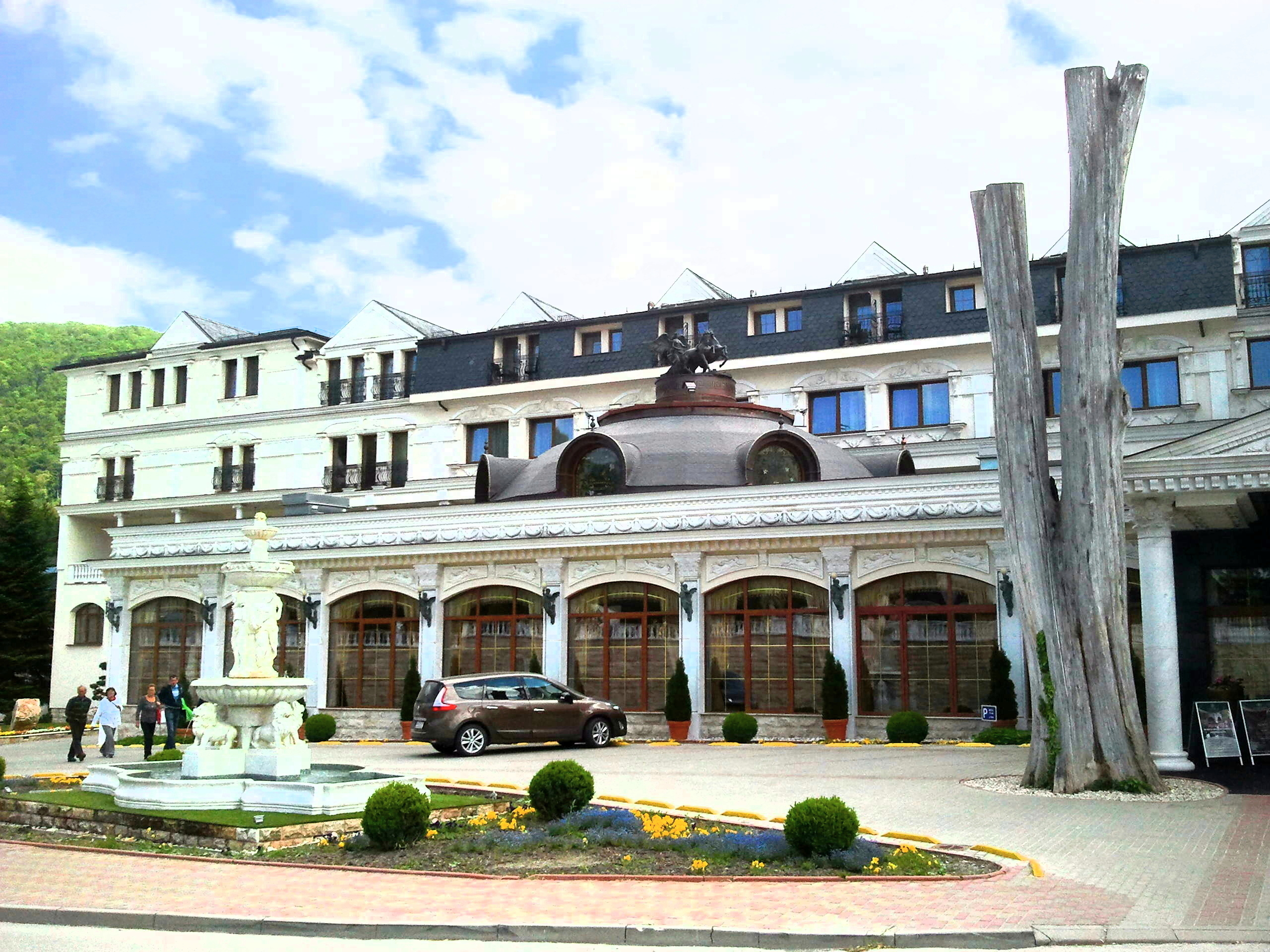
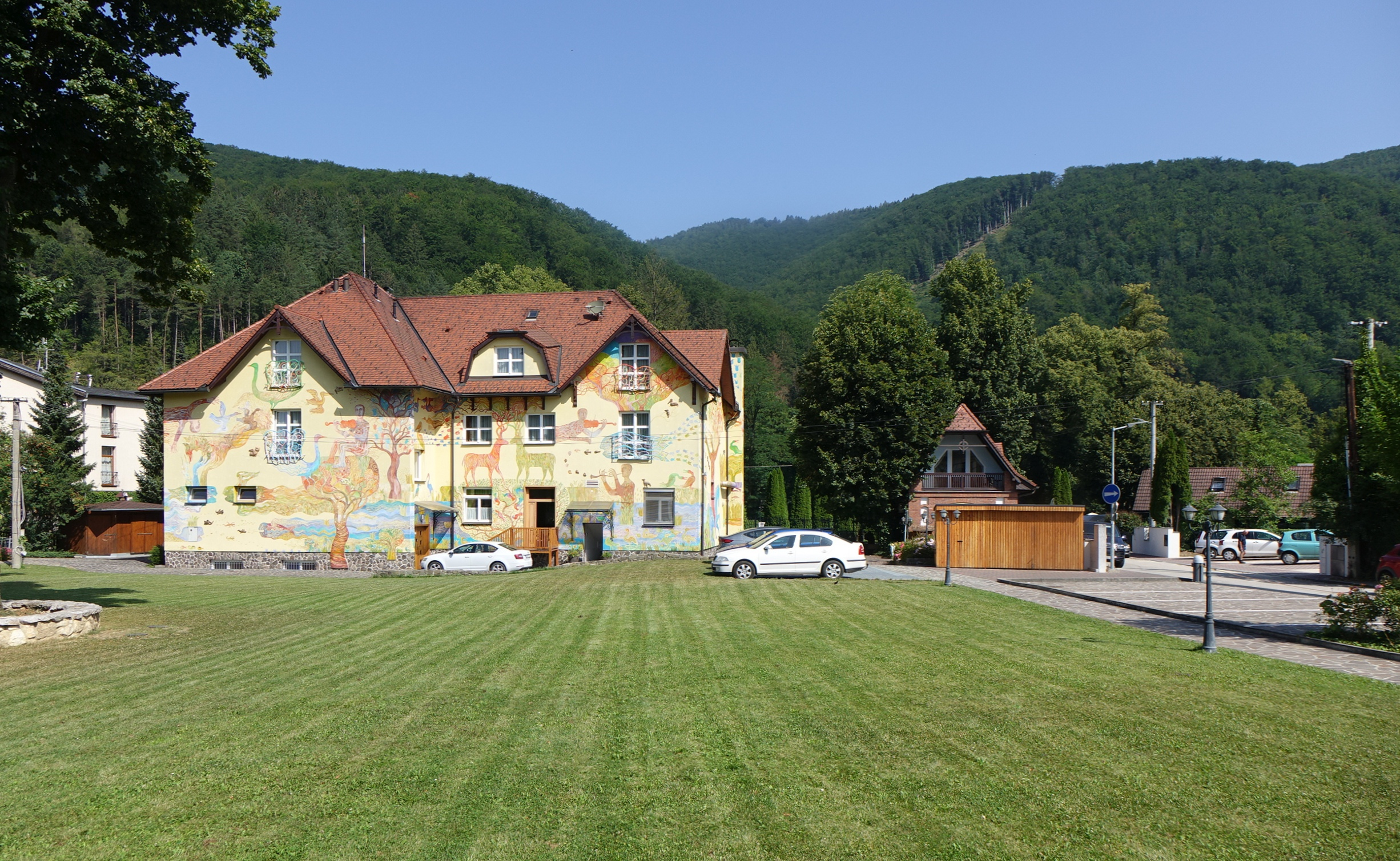
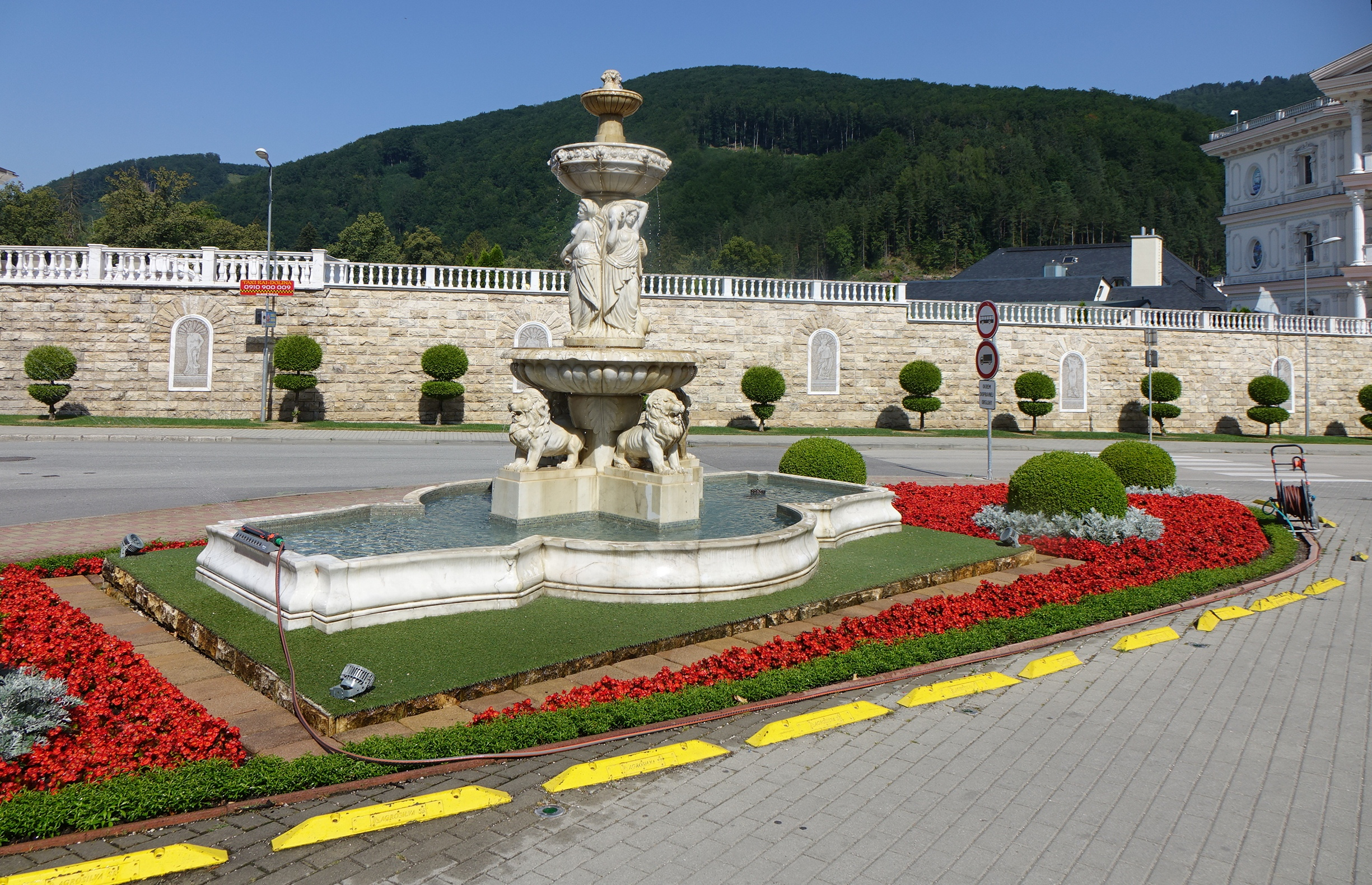
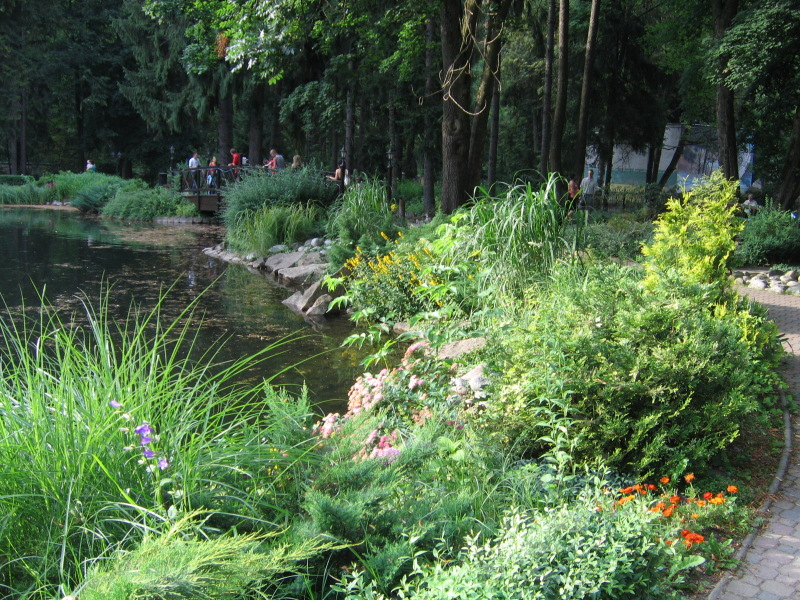
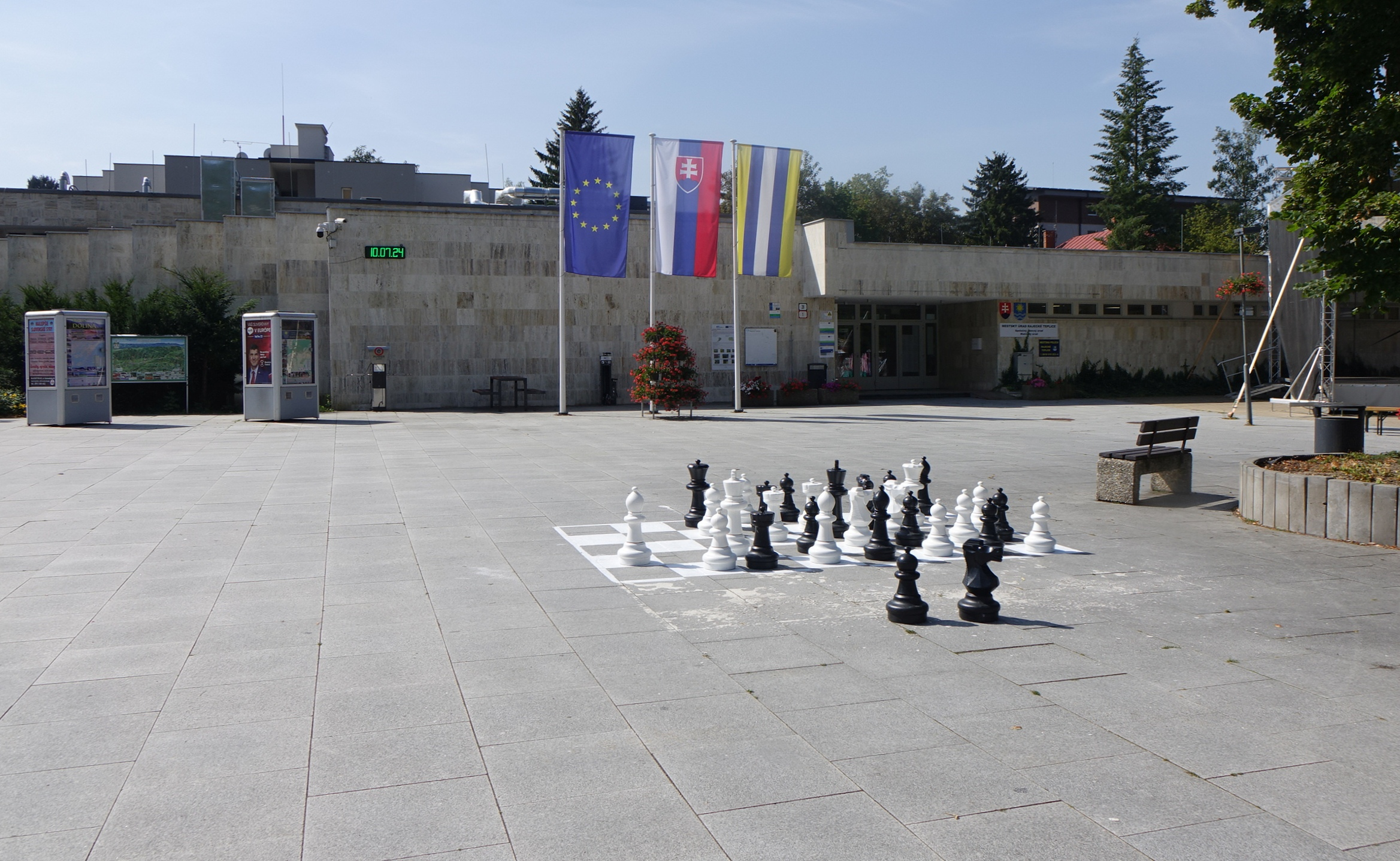
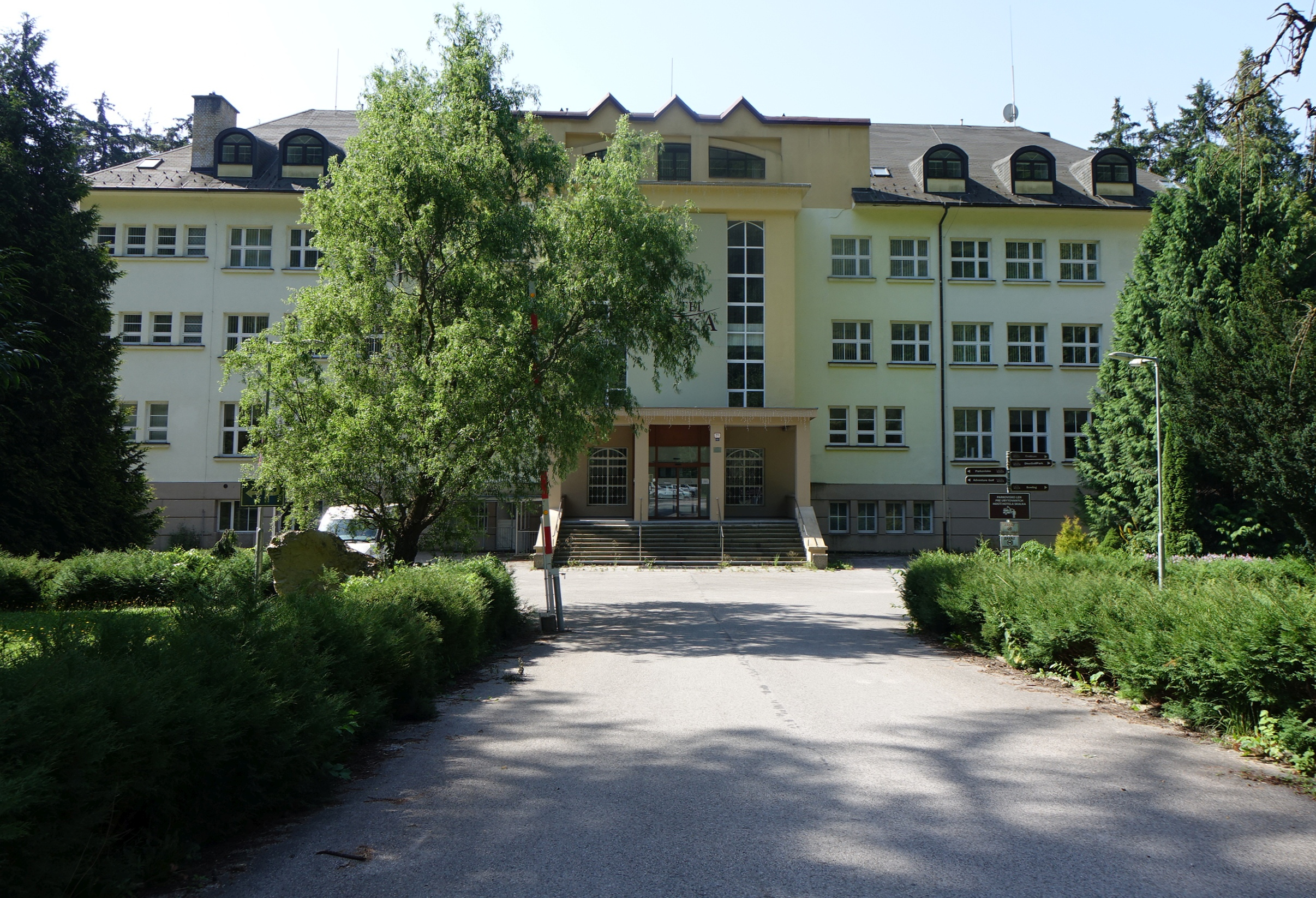

- Pozlovice
- Dolní Benešov
- Wilamowice
- Epe
- Dolenjske Toplice